# Втрати 17-ї окремої мотострілецької бригади (РФ)
У статті наведено подробиці поіменних втрат 17-ї окремої мотострілецької бригади Збройних сил РФ у різних військових конфліктах.

## Список загиблих
| п/п | Прізвище, ім'я, по-батькові                                                                    | Звання                   | Дата народження | Дата смерті | Місце смерті |
| --- | ---------------------------------------------------------------------------------------------- | ------------------------ | --------------- | ----------- | ------------ |
| 1.  | Корчагін Олег Миколайович (рос. Корчагин Олег Николаевич)                                      | гвардії сержант          | 07.03.1979      | 10.11.2009  | Чечня        |
| 2.  | Бачимов Василь Олександрович (рос. Бачимов Василий Александрович)                              | єфрейтор                 | 07.03.1989      | 27.07.2014  |              |
| 3.  | Араптанов Марсель Мухарамович (рос. Араптанов Марсель Мухарамович)                             | гвардії старший сержант  | 22.08.1983      | 12.08.2014  |              |
| 4.  | Кузьмін Костянтин Володимирович (рос. Кузьмин Константин Владимирович)                         | гвардії молодший сержант | 11.10.1984      | 12.08.2014  |              |
| 5.  | Гончаров Дмитро Сергійович (рос. Гончаров Дмитрий Сергеевич)                                   | гвардії сержант          | 24.08.1988      | 13.08.2014  |              |
| 6.  | Садіков (Джанхуватов) Ібрагім Арсланбекович (рос. Садиков (Джанхуватов) Ибрагим Арсланбекович) | гвардії сержант          | 04.06.1989      | 13.08.2014  | Сніжне       |
| 7.  | Сайітханов Атай Айдемирович (рос. Сайитханов Атай Айдемирович)                                 | гвардії рядовий          | 04.07.1982      | 13.08.2014  |              |
| 8.  | Упенюк Олексій Вікторович (рос. Упенюк Алексей Викторович)                                     | гвардії рядовий          | 10.11.1976      | 13.08.2014  |              |
| 9.  | Ікоєв Чермен Аланович (рос. Икоев Чермен Аланович)                                             |                          | 30.03.1987      | 14.08.2014  |              |
| 10. | Течієв Хусейн Хасанович (рос. Течиев Хусейн Хасанович)                                         | гвардії рядовий          | 03.04.1975      | 19.08.2014  |              |
| 11. | Іванов Іннокентій Ігнатійович (рос. Иванов Иннокентий Игнатиевич)                              | гвардії молодший сержант | 21.06.1987      | 20.08.2014  |              |
| 12. | Ларіонов Вадим Олександрович (рос. Ларионов Вадим Александрович)                               | гвардії єфрейтор         | 15.04.1992      | 20.08.2014  |              |